# Districte d'Aue-Schwarzenberg
El Districte d'Aue-Schwarzenberg (en alemany Landkreis Aue-Schwarzenberg) va ser, entre 1994 i 2008, un Landkreis situat al sud-oest de l'estat federal de Saxònia (Alemanya). Limitava al nord amb el districte de Zwickauer Land i el districte de Stollberg, a l'oest amb el Districte d'Annaberg, al sud amb la regió administrativa txeca de Karlovy Vary (Karlovarský kraj) i a l'oest amb el districte saxó de Vogtlandkreis. La capital del districte era la ciutat d'Aue.

## Geografia
El Landkreis Aue-Schwarzenberg estava situat a l'oest de l'estat federal de Saxònia al costat de les Muntanyes Metal·líferes (Erzgebirge). La seva major altura geogràfica és de 1019 m en el Auersberg entre Eibenstock i Johanngeorgenstadt. El major riu que creua el seu territori és el Zwickauer Mulde, que ho travessa en l'eix sud-nord i passa per la ciutat d'Aue.

## Història
Durant l'Edat Mitjana les muntanyes de la regió estaven deshabitades i va ser a partir del segle xii quan es van començar a crear poblacions en algunes de les ciutats que avui dia es coneixen del districte. Amb el descobriment de menes de plata i estany al segle XVI la major part dels assentaments es van poblar.
Després de la Segona Guerra Mundial el territori del districte va quedar sense ocupar pels aliats, per la qual cosa grups antifeixistes locals van formar governs autònoms en els municipis de la regió; situació de fet que després seria coneguda com a "República Lliure de Schwarzemberg" i que va durar unes poques setmanes, fins que es va fer efectiva l'ocupació soviètica de l'àrea el 24 de juny de 1945.
Després de la reunificació alemanya, la reforma territorial de 1994 va fusionar els antics districtes d'Aue i Schwarzenberg, la creació dels quals es remuntava a 1873, en un solament,anomenat inicialment Westerzgebirgskreis (Districte de les Muntanyes Metal·líferes Occidentals), que l'1 de gener de 1995 va canviar el seu nom pel de Districte d'Aue-Schwarzemberg,
fins que l'1 d'agost de 2008, en el marc d'una nova reforma dels districtes de Saxònia, va desaparèixer per integrar-se en el nou districte de les Muntanyes Metal·líferes.

## Districtes Agermanats
El districte d'Aue-Schwarzenberg posseeix relacions administratives amb els següents districtes:
- Districte d'Ansbach, Baviera (des de 1990)
- Districte de Neustadt an der Aisch-Bad Windsheim, Baviera (des de 1990)
- Zona del districte de Karlovy Vary, República Txeca (des de 1991)

## Composició de Districte
(Recompte d'habitants a 30 de juny de 2006)
| Ciutats 1. Aue (18.272) 2. Eibenstock (6.504) 3. Grünhain-Beierfeld (6.630) 4. Johanngeorgenstadt (5.309) 5. Lauter/Sa. (4.919) 6. Lößnitz (10.296) 7. Schneeberg (16.503) 8. Schwarzenberg/Erzgeb. (18.337) | Municipis / Gemeinden 1. Bad Schlema (5.480) 2. Bernsbach (4.590) 3. Bockau (2.596) 4. Breitenbrunn/Erzgeb. (6.357, des de 30 de juny de 2006 va ser juntament amb Rittersgrün amb 1.833 hab. un municipi independent) 5. Markersbach (1.888) 6. Pöhla (1.272) 7. Raschau (3.977) 8. Schönheide (5.298) 9. Insulsa (2.135) 10. Stützengrün (3.794) 11. Zschorlau (5.881) |